# Maria Chapdelaine
Pour les articles homonymes, voir Maria Chapdelaine (homonymie).
 (mars 2015).
Si vous disposez d'ouvrages ou d'articles de référence ou si vous connaissez des sites web de qualité traitant du thème abordé ici, merci de compléter l'article en donnant les références utiles à sa vérifiabilité et en les liant à la section « Notes et références ».

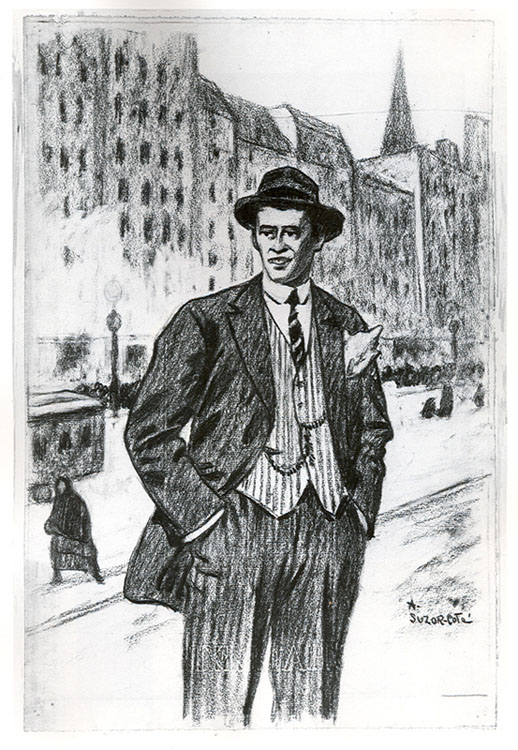
Lorenzo Surprenant, dessin de Marc-Aurèle de Foy Suzor-Coté, 1916.

Maria Chapdelaine est un roman écrit en 1913 par l'écrivain français Louis Hémon, alors qu'il résidait au Québec. Il y raconte la vie d'une famille qui tente de s'établir à la campagne.
Bien qu'écrit au Québec, la première publication de Maria Chapdelaine se fait en France, en 1913, dans le feuilleton du quotidien Le Temps, mais c'est sa publication dans la collection des éditions Grasset, Les Cahiers verts, qu'il inaugure avec le no 1 en 1921, qui lance le titre avec fracas. Bernard Grasset n'aura alors de cesse de rééditer le roman et de le promouvoir par de multiples moyens.
Adaptations cinématographiques. Maria Chapdelaine a été adapté quatre fois au cinéma. La première, du réalisateur Julien Duvivier, est sortie en 1934.

## Résumé
Maria a 18 ans et vit sur une terre de colonisation au Lac Saint-Jean. Trois hommes la courtisent, trois destins s'offrent à Maria : François Paradis, Lorenzo Surprenant et Eutrope Gagnon. Le premier est un bûcheron épris de liberté, le second est citadin aux États-Unis et le troisième est, comme le père de Maria, un colon. La mort de la mère de Maria, les qualités qu'on lui trouve, orientent Maria vers un rôle semblable,.

## Personnages

### La famille Chapdelaine
- Maria Chapdelaine : personnage principal du roman, c'est la deuxième enfant des Chapdelaine.

- Samuel Chapdelaine : père de Maria, c'est un colon infatigable et féru de labeur. Il ne peut se décider à s'installer définitivement à un endroit.

- Laura Chapdelaine : mère de Maria. Contrairement à son mari, elle désire s'installer définitivement sur une terre. Elle est emportée par la maladie durant l'hiver, peu de temps après François Paradis.

- Esdras Chapdelaine : aîné des enfants Chapdelaine. Il travaille aux chantiers durant l'hiver et revient au printemps pour aider les hommes pour les travaux de la terre.

- Da'bé Chapdelaine : troisième enfant des Chapdelaine, il travaille également aux chantiers avec son frère aîné pour ensuite revenir au printemps.

- Tit'Bé Chapdelaine : quatrième enfant de la famille, âgé de 14 ans, il a déjà le caractère et les mœurs d'un homme.

- Télésphore Chapdelaine : cinquième enfant de la famille Chapdelaine.

- Alma-Rose Chapdelaine : benjamine et sixième enfant de la famille.

- Edwige Légaré : homme engagé de la famille Chapdelaine. C'est un homme influencé par le travail de la terre, qui met tout son cœur à l'ouvrage malgré ses conditions de travail exécrables.

### Les prétendants de Maria
- François Paradis : coureur des bois intrépide, François est le prétendant que Maria aurait voulu choisir. Il représente toutefois l'idéal inatteignable et il mourra durant l'hiver en tentant de traverser la forêt malgré maints avertissements de ses semblables.

- Lorenzo Surprenant : « deuxième choix » de Maria, il représente le changement, l'inconnu. Il vit aux États-Unis et il décrit la vie sur la terre des colons canadiens-français. Il préconise la vie, l'idéal, le rêve américain.

- Eutrope Gagnon : C'est finalement à Eutrope que Maria, résignée, donnera sa main. Eutrope est un colon qui adore le travail de la terre, contrairement à Lorenzo. Il représente la résignation et la continuité.

## Roman du terroir
(mars 2020).
- Si vous ne connaissez pas le sujet, laissez ce bandeau (vous pouvez alors contacter les auteurs).
- Si vous supprimez le contenu mis en cause (vous pouvez préalablement contacter les auteurs),

argumentez précisément cette suppression dans la page de discussion
(un manque de référence n'est pas un argument ; une recherche réelle de référence doit avoir été effectuée, être formellement documentée).

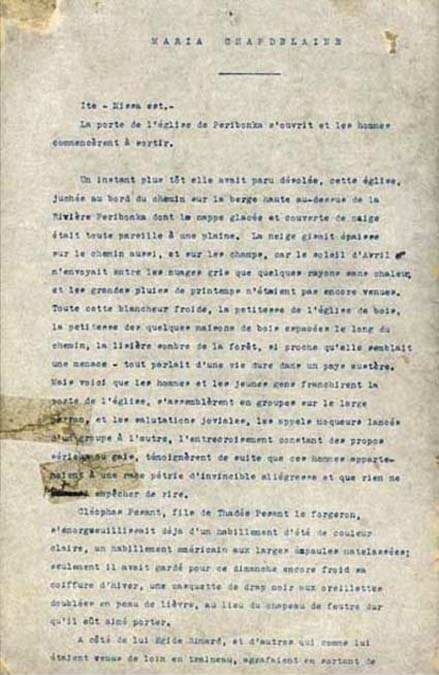
Première page

Le roman le plus célèbre, encore à ce jour, du Canada français, a été victime de son succès.
Insistant sur ce côté « roman de la terre » porteur de valeurs que l'histoire a pu lui attribuer bien après sa parution, il a été considéré parfois comme un modèle si parfait du genre que l'on a pu y voir un pastiche inégalé de la littérature « terroiriste » du Québec.
Louis Hémon, de fait, se borne apparemment à donner un récit très simple d'une histoire d'amour presque silencieuse, sur fond de la vie d'une famille du Saguenay–Lac-Saint-Jean (à Péribonka, sur le bord de la rivière Péribonka). L'hiver, les valeurs traditionnelles (terre, famille et religion) et les motifs caractéristiques d'une certaine littérature québécoise traditionnelle ont même pu faire parler de pastiche à son propos.
Le fait que le romancier reproduise le français québécois de façon très nuancée et fournisse un inventaire foisonnant de québécismes et d'emplois locaux a pu sembler s'inscrire dans cette perspective. Mais c'est ignorer ce qui fait, au-delà de l'aspect banal, minimaliste, volontairement réduit à l'aspect terrien, de ce texte, sa grandeur et son souffle poétique.
Quand bien même il y aurait là pastiche de la littérature régionaliste québécoise, le pastiche dépasserait si largement ses modèles qu'il aurait pris valeur universelle, et c'est cette ouverture et cette ampleur qui donnent à ce roman ce statut si particulier et, à vrai dire, unique.
Il est très difficile de l'analyser sans tenir compte de ce statut problématique.
Dans les années 1930, le roman est utilisé comme outil de propagande pour inciter les colons canadiens-français à demeurer au pays et favoriser la colonisation en Abitibi.

## Consécration et mythification posthumes
Comme la mort l'emporte au moment où il quitte le Québec et avant même de publier en volume son roman, paru en feuilleton à Paris, en 1913, Louis Hémon ignore le grand intérêt que suscite son roman. Les lecteurs canadiens y voient un « classique » avant la lettre, le chef-d'œuvre du Canada français. Il s'inscrit dans la droite ligne des autres écrits de Louis Hémon, presque tous publiés après sa mort.
Les dimensions satirique et critique de cette œuvre ne sont pas à négliger : l'ouverture du roman sur un Ite missa est (« La messe est dite ») et l'insistance sur les mœurs religieuses et la misère des colons ne manque pas d'audace pour un vagabond tel que Louis Hémon, connu pour son indépendance et sa fréquentation de milieux libertaires. Les arrière-fonds de son œuvre restent à explorer.
S'il a pu séduire, dans les années 1920, un écrivain « réactionnaire » et nationaliste comme le maurrassien Henri Massis le roman de Louis Hémon, comme le reste de son œuvre, est exercice de liberté, une liberté qu'il aura, au total, payée d'une consécration et d'une mythification posthumes pesantes.

## François Paradis ou l'allégorie d'un peuple «né pour un petit pain»
Le pessimisme sur lequel s'achève le roman (résignation de Maria à épouser un colon), les descriptions vives de l'agonie de la mère Chapdelaine, etc., font apparaître un univers barbare sans salut hors du bois et de la terre, un univers obscur, froid et clos, bref un univers d'« éternel retour du même » où tout principe d'espérance ou d'avenir est réduit à néant.
Voilà le sens de l'allégorie de François Paradis, le prétendant de Maria, qui meurt pétrifié dans une tempête de neige. C'est une vision assez juste d'une province immobiliste et traditionaliste, vers 1900. Le roman est à comparer à La Promise du lac, écrite par un autre compatriote de Hémon, Philippe Porée-Kurrer, 70 ans plus tard. Monsieur Porée-Kurrer a également rédigé une suite, Maria, en 1999.
Selon certains analystes littéraires[Lesquels ?], l'allégorie va encore plus loin. Le nom que Louis Hémon a choisi pour les trois prétendants de Maria n'est pas le fruit du hasard. Ainsi, François Paradis représente la liberté du peuple québécois (« François », ancienne forme de « Français », et « Paradis », ce à quoi tous aspiraient à l'époque). Coureur des bois et épris de grands espaces, il représente l'idéal du Canadien-français.
De son côté, Lorenzo Surprenant offre à Maria de quitter la misère du Lac-Saint-Jean pour le suivre aux États-Unis. Il représente donc l'attrait de certains Canadiens-français pour l'étranger, surtout qu'à l'époque, les « États » représentaient le Klondyke pour eux. D'où le prénom à consonance étrangère (Lorenzo) et le nom de famille évocateur (Surprenant).
Finalement, l'auteur a choisi un nom tout ce qu'il y a de plus « terroir » pour le cultivateur traditionaliste attaché à la terre. Eutrope Gagnon représente tout ce qu'il y a de plus commun dans la société de l'époque. Le fait que Maria l'épousera représente la résignation du peuple canadien-français de l'époque.

## Postérité
Le roman est à quatre reprises adapté pour le cinéma, soit deux françaises et deux québécoises :
- Maria Chapdelaine, un film français de Julien Duvivier, sorti en 1934, avec Madeleine Renaud (Maria Chapdelaine) et Jean Gabin (François Paradis), tourné en partie à Péribonka
- Maria Chapdelaine, un film franco-britannique de Marc Allégret, sorti en 1950, avec Michèle Morgan (Maria Chapdelaine) et Kieron Moore (Lorenzo Suprenant) dans une libre interprétation de l'œuvre
- Maria Chapdelaine, un film québécois de Gilles Carle, sorti en 1983, avec Carole Laure (Maria Chapdelaine) et Nick Mancuso (François Paradis).
- Maria Chapdelaine, un film québécois de Sébastien Pilote, sorti en 2021, avec Sara Montpetit (Maria Chapdelaine) et Émile Schneider (François Paradis).

Le roman est aussi adapté en BD, pièces de théâtre, roman illustré, radio-roman, série télévisée[Quand ?]. 
Des auteurs publieront même des suites au roman parmi lesquels figurent Sylvia Caplin en 1925 (Alma Rose), deux auteurs en 1992, Gabrielle Gourdeau (Maria Chapdelaine ou le Paradis retrouvé) et Philippe Porée-Kurrer (La Fiancée du lac), et la jonquiéroise d'origine Rosette Laberge en 2011 (Maria Chapdelaine, après la résignation aux éditions Les Éditeurs réunis).
Il existe également une chanson de 1951, Les Noces de Maria Chapdelaine interprétée par Line Renaud (adaptation française de Pierre Amel de The Wedding of Lilli Marlene, chanson de 1949 écrite par Tommie Connor (en) et Johnny Reine).
En 2015, le chanteur français Baptiste W. Hamon publie une chanson consacrée au personnage
La bande dessinée Magasin général (achevée en 2014) fait brièvement référence à Maria Chapdelaine : on voit l'héroïne Marie lire ce roman dans une vignette.
Dans le roman Borealium Tremens de Mathieu Villeneuve (originaire de Chicoutimi), un personnage s'appelle Lianah de Mirecap, anagramme de Maria Chapdelaine.

### Toponymie
- En 1956, un parc a été nommé ainsi qu'une avenue en 1994 dans la ville de Sainte-Foy  au Québec. Cette ville est maintenant fusionnée à la ville de Québec depuis 2002[11].

- Une municipalité régionale de comté de Maria-Chapdelaine a été nommée dans la région où se situe l'histoire de cette oeuvre.